# Loi Dutreil
La loi Dutreil, officiellement Loi no 2003-721 du 1er août 2003 pour l'initiative économique, est une loi française permettant, sous certaines conditions, de faire bénéficier la transmission d'une entreprise familiale d'une exonération de droits de mutation à titre gratuit à concurrence des trois quarts de sa valeur. Cette loi est publiée au Journal officiel le 5 août 2003.

## Histoire
La loi Dutreil, officiellement Loi no 2003-721 du 1er août 2003 pour l'initiative économique, est publiée au Journal officiel le 5 août 2003.
Elle est élaborée dans un projet de loi porté par Renaud Dutreil, secrétaire d'État aux PME, au Commerce, à l'Artisanat, aux Professions libérales et à la Consommation du gouvernement Jean-Pierre Raffarin sous la seconde présidence de Jacques Chirac,.
Elle a pour co-rapporteurs Catherine Vautrin, députée UMP de la deuxième circonscription de la Marne, et Gilles Carrez, député UMP de la cinquième circonscription du Val-de-Marne,.

## Description
Les cinq principaux éléments de cette loi :
Accessibilité de la création
- Capital social de la Société à responsabilité limitée (SARL) : libre détermination du montant à partir d'un euro,
- Domiciliation et exercice de l'activité chez soi pendant cinq ans
- Cette facilité est soumise à conditions, disponibles au service de l'urbanisme de sa mairie.
- Insaisissabilité de la résidence principale de l'entrepreneur individuel
- Un acte notarié doit pour cela être établi.

Régime de transition salarié-créateur : un employeur ne peut opposer la clause d'exclusivité à un salarié en cours de création d'entreprise. Par ailleurs, le salarié-créateur peut bénéficier d'un congé ou d'un temps partiel d'une durée d'un an maximum.
Simplification administrative
- Pratique
- Toutes les fiches-conseils
- Immatriculation en ligne et déclarations relatives à la modification de sa situation ou à la cessation.

Récépissé de dépôt de dossier de création d'entreprise. Il autorise le créateur à effectuer certaines démarches sans avoir à attendre la délivrance de l'extrait Kbis. Il est délivré gratuitement par le greffier du tribunal de commerce ou par le Centre de formalités des entreprises.
Fiscalité allégée
- Réductions d'impôt pour les investisseurs individuels au capital d'une petite ou moyenne entreprise (PME).
- Meilleur traitement fiscal des pertes en capital subies par les créateurs d'entreprise.
- Réductions d'impôt pour souscription de parts de Fonds d'investissement de proximité (FIP).
- Transmission d'entreprise par donation : les droits de mutation et de donation pour les transmissions et donations d'entreprise aux salariés sont partiellement exonérés.
- Plus-values : aménagement du régime de faveur des petites entreprises.
- Élargissement de l'exonération des biens professionnels à l'impôt de solidarité sur la fortune.

Allégement des cotisations sociales
- Exonération de cotisations sociales et régime salarié. La première année, le créateur-salarié est exonéré de cotisations sociales et conserve la protection sociale du régime salarié.
- Paiement différé des cotisations sociales la première année. Le créateur peut aussi demander l'étalement des cotisations sociales sur cinq ans.

Pour les micro-entreprises, calcul des cotisations sur la base de leur revenu réel.
Aide au financement
- Élargissement du dispositif d'Encouragement au développement d'entreprises nouvelles (Eden). Il s'agit d'une avance à taux 0 pour les créateurs en difficulté, par l'intermédiaire d'organismes comme France Active.
- Utilisation des Plan d'épargne en actions (PEA), Plan d'épargne logement (PEL) et Livret d'épargne entreprise (LEE). Les sommes versées dans un PEA, dans un PEL ou dans un LEE pourront être investies dans la création ou le développement d'une entreprise.

## Réception
Cette loi vise à faciliter l'accès à la création d'entreprise en simplifiant les démarches administratives et en allégeant la fiscalité. Il est notamment reproché à ce texte d'être un outil d'optimisation fiscale excessive pouvant entamer les finances de l'Etat français, car il permet une déduction fiscale de 75 %  pour la transmission d'entreprises dans les secteurs de l'industrie, du commerce et de l'agriculture, ainsi que pour la transmission d'entreprises liées à une activité libérale. De plus, transmettre une entreprise de son vivant permet de bénéficier de cet avantage fiscal en évitant la taxation sur l'héritage.